# REPowerEU
REPowerEU est une proposition de la Commission européenne visant à mettre fin à la dépendance aux combustibles fossiles russes avant 2030 en réponse à l'invasion russe de l'Ukraine en 2022.

## Mise en place
La Commission européenne prévoit de réduire cette dépendance en suivant 3 axes :
- réalisation d'économie d'énergie ;
- production d'énergie propre ;
- diversification des sources d'approvisionnement en énergie.

### Mesure à court terme
L'UE cherche à réaliser ses achats de gaz fossile, de GNL et d'hydrogène en commun par l'intermédiaire d'une plateforme énergétique pour tous les États de l'UE mais aussi pour quelques États frontaliers : l'Ukraine, la Moldavie, la Géorgie et les Balkans occidentaux.
Elle vise au déploiement rapide de l'énergie solaire photovoltaïque et éolienne associé à l'installation de moyens de production d'hydrogène renouvelable.
L'augmentation de la production de bio-méthane est également souhaitée à court terme pour se passer d'environ 17 milliards de mètres cubes de gaz par an.
Des États devraient approuver les premiers projets dans le domaine de l'hydrogène.
Une communication massive de l'UE sur les économies d'énergies pour les entreprises et les citoyens permettrait d'économiser 13 milliards de mètres cubes de gaz par an.
Avant de faire face à une éventuelle coupure de l'apport en gaz de la Russie, les stocks de gaz doivent être remplis à au moins 80% avant le 1er novembre 2022.
En cas de rupture de l'approvisionnement, un plan de coordination de l’UE en matière de réduction de la demande est développé.

### Mesure à moyen terme (avant 2027)
L'UE cherche à stimuler la décarbonation industrielle grâce à des projets bénéficiant de financements anticipés pour un montant de 3 milliards d’euros au titre du Fonds pour l’innovation.
Une nouvelle législation et de nouvelles recommandations devraient voir le jour concernant l'accélération de l’octroi de permis pour les projets liés aux énergies renouvelables en particulier dans des « zones propices au déploiement des énergies renouvelables» spécifiques présentant des risques faibles pour l’environnement.
De nouveaux investissements dans un réseau intégré et adapté pour les infrastructures gazières et électriques devront être réalisés.
L'objectif d'efficacité énergétique est augmenté, passant de 9 à 13 % à l'horizon 2030. L'objectif de production d'énergie renouvelable est quant à lui passé de 40 à 45 % pour cet même horizon. Cela portera la capacité totale de production d’énergies renouvelables à 1 236 GW d’ici à 2030 contre 1 067 GW. La capacité de production d'énergie solaire photovoltaïque à mettre en service  d'ici à 2025 est de 320 GW (soit deux fois le niveau de 2022) et de 600 GW en 2030.
L'UE fera de nouvelles propositions visant à garantir l'accès de l'industrie aux matières premières critiques.
De nouvelles mesures réglementaires visant à améliorer l'efficacité énergétique dans les transports devraient voir le jour.
L'UE espère porter la capacité d'électrolyse à 17,5 GW d'ici 2025 afin d'alimenter l'industrie de l'UE avec plus de 10 millions de tonnes d'hydrogène renouvelable. Le cadre réglementaire de l'hydrogène devra également être modernisé.
L’électrification, l’efficacité énergétique et le déploiement des énergies renouvelables pourraient permettre à l’industrie d’économiser 35 milliards de m³ de gaz naturel d’ici à 2030 au-delà des objectifs de l’«Fit for 55».
Les réductions les plus massives des émissions de gaz, représentant près de 22 milliards de m³, pourraient être réalisées par les secteurs des minerais non métalliques, du ciment, du verre et de la céramique, de la production de produits chimiques et des raffineries.
Environ 30 % de la production d’acier primaire de l’UE devrait être décarbonée grâce à l’utilisation d’hydrogène renouvelable d’ici à 2030.